# Jüdischer Friedhof (Reichenborn)
Der Jüdische Friedhof Reichenborn ist ein Friedhof in Reichenborn, einem Ortsteil des Marktfleckens Merenberg im mittelhessischen Landkreis Limburg-Weilburg.

## Beschreibung
Der 168 m² große jüdische Friedhof, der erst um 1900 angelegt wurde, liegt beim kommunalen Friedhof am Ortsausgang an der Kreisstraße K 451 Richtung Merenberg. Er ist durch eine Mauer vom christlichen Friedhof getrennt. Es sind acht Grabsteine erhalten. Unmittelbar neben dem jüdischen und dem christlichen Friedhof befindet sich die Gedenkstätte der Gemeinde Reichenborn für die Gefallenen der Weltkriege. In der Liste der Gefallenen des Ersten Weltkrieges wird als erster Nathan Seligmann genannt, der am 28. August 1914 gefallen ist.